# 广州地铁11号线
广州地铁11号线是广州地铁的路线之一，屬於城市軌道交通系統。是广州市第一条中心城区环线地铁，亦是粵港澳大灣區第一條環狀地鐵線。
11號線是廣州市軌道交通十二五規劃中的7條新建路線之一，于2024年12月28日开通运营。

## 概要
广州地铁11号线为环线，全长44.2公里，共设31座车站。路线穿越广州市主城区，串联广州市中心城區的荔湾区、越秀区、白云区、天河区和海珠区，连接广州火车站、广州东站等大型交通枢纽。
線路从海珠区新滘东路的赤沙站开始，向东至仑头路口附近随即转向北，下穿黃埔涌后沿会展南四路至会展东路行走，掠過广交会展馆B區后下穿珠江进入天河区，沿员村二橫路至天府路东侧的天河公园地下行走，之后转向西进入中山大道西，再转向西北下穿华南师范大学石牌校区后，沿天科路至天河北路行走，之後線路往西北偏北斜穿天壽路后进入廣園快速路，經過广州东站北側并继续向西沿禺東西路和先烈東路行走，至濂泉路口后转向西北方向至廣園中路并向西行进，掠過云台花园南側。至大金鐘路转向西進入富悅街后随即往南转入白雲大道南，再向西南方向下穿广州中医药大学三元里校区，随后再转向南經過广州火车站東側，进入人民北路继续往南行走至东风西路口附近，掠過流花湖公园南側后轉入東風西路，之後轉向西南偏南、大致沿广湛高铁行進。至中山八站后以一個S型的彎下穿荔湾湖公园後向西南方向下穿黃沙大道并第二次下穿珠江后线路转向东南方向，沿芳村大道行进至鹤洞东站后转向东北方向并第三次下穿珠江，經過广州造船厂舊址、广纸社区、泉塘路、江泰路等地至逸景路，并沿逸景路继续向东行走，在逸景路站后转向东南方向，至新滘路广州大道立交附近转向东沿新滘东路行进，最终返回赤沙站，形成环线。
11號線利用原8号线使用的赤沙车辆段及其西侧地块设置车辆段一座。另外設置彩虹橋主變電所、擴建21號線天河公园主变电所和扩建自8號線赤沙滘主变电所的花岗主变电所供11號線供電。
此外，为使21号线开通初期能与现有轨道交通衔接，11号线天河公園至員村段被納入21号线工程中先行建设，並临时隸屬21號線營運。2024年10月2日，天河公園至員村段启动拆解改造施工，并在同月月底移交至11号线进行调试。在此期间，员村站原属21号线站体部分暂停开放，直到11号线开通后重新启用。

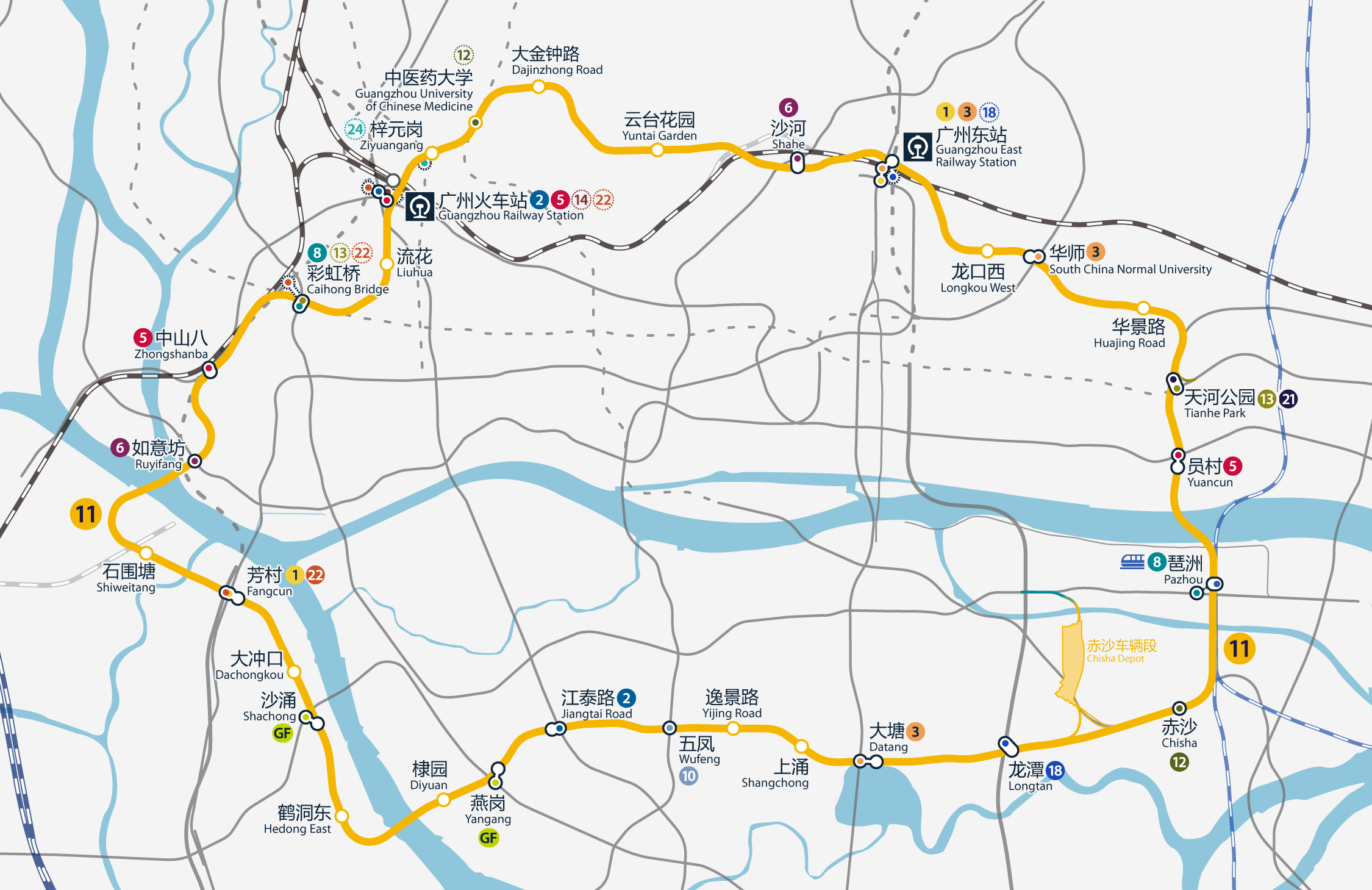
11號線線路圖，按真實走向比例繪畫

## 歷史

### 规划
在1997年的《廣州市城市快速軌道交通線網規劃研究（最終報告）》中，作為備選的B方案中出現了環線。當時的環線為5號線，屬於1987年方案中二號線拆分之後的產物。大致沿新港路、昌崗路、芳村大道、黃沙大道、環市路、以及現時的廣州新中軸線行走，為閉合的環。但最後推薦的為無環線的A方案，其後的2003年地鐵規劃亦未有出現環線。
直到2008年，當時廣州市新一輪軌道交通線網規劃方案再次徵求意見，環線再次出現，並獲編為11號線。當時則是利用8號線海珠段的新港路、昌崗路走廊來構造環線，分別有「小環」和「大環」方案。由於97年B方案中的新中軸線和環市路的線位已經分別被3號線和5號線佔用，所以在兩個方案之中，東北半環都被擴大至廣園路、天河北路、中山大道、天府路、員村二橫路走廊，並接入琶洲站。兩個方案的差別在於西南半環的走向。「小環」方案為沿工業大道、康王路及站前路接入廣州火車站；「大環」方案則是鳳凰新村站後過江，沿用97年方案中的芳村大道、黃沙大道走廊，再经站前路接入廣州火車站，再轉入廣園路。但環線方案也導致當時已建成的琶洲至萬勝圍段需要拆解給別的路線，同時因兩種方案中鳳凰新村站以北走向不一致，令8號線延長線中的鳳凰新村至文化公園一段緩建。
後來在2009年時，規劃部門有意放棄利用8號線的兩個「大小環」方案，環線所有路段改為完全新建，把大環方案的南半環擴大至8號線以南的逸景路、新滘路走廊，成為特大環線，基本確定為現時走向。特大環線方案在2010年正式確定採用，因此8號線亦隨之完全恢復其原有的「L」型放射走向。
在11號線進一步規劃時，亦曾經在最初暫定32站的基礎上，打算增加周門站、上涌公園站及黃埔涌站。最終確定只增加上涌公園站，但取消了瑞寶鄉站，繼續維持32個車站。由于线路穿过白云山和海珠湿地，引发公众担忧。在后来2014年的方案中，大金钟至云台花园区间由原来穿越白云山底下布置调整为沿广园中路地底布置。受线路走向限制，云台花园站位置由原来的云台花园正门，往南移动150米至广园中路地底。龍潭站為保護濕地環境而不在湿地公园门口人行道设置地铁口，只保留对面马路的两个地铁口。
2015年底，越秀區以拆遷難度巨大為理由申請取消田心村站，2016年9月下旬，廣州地鐵回應田心村站已獲得保留，得以落實建設。但直到2021年，该站仍未有动工迹象。2024年10月，廣州地鐵宣佈田心村站正式取消。

### 建设

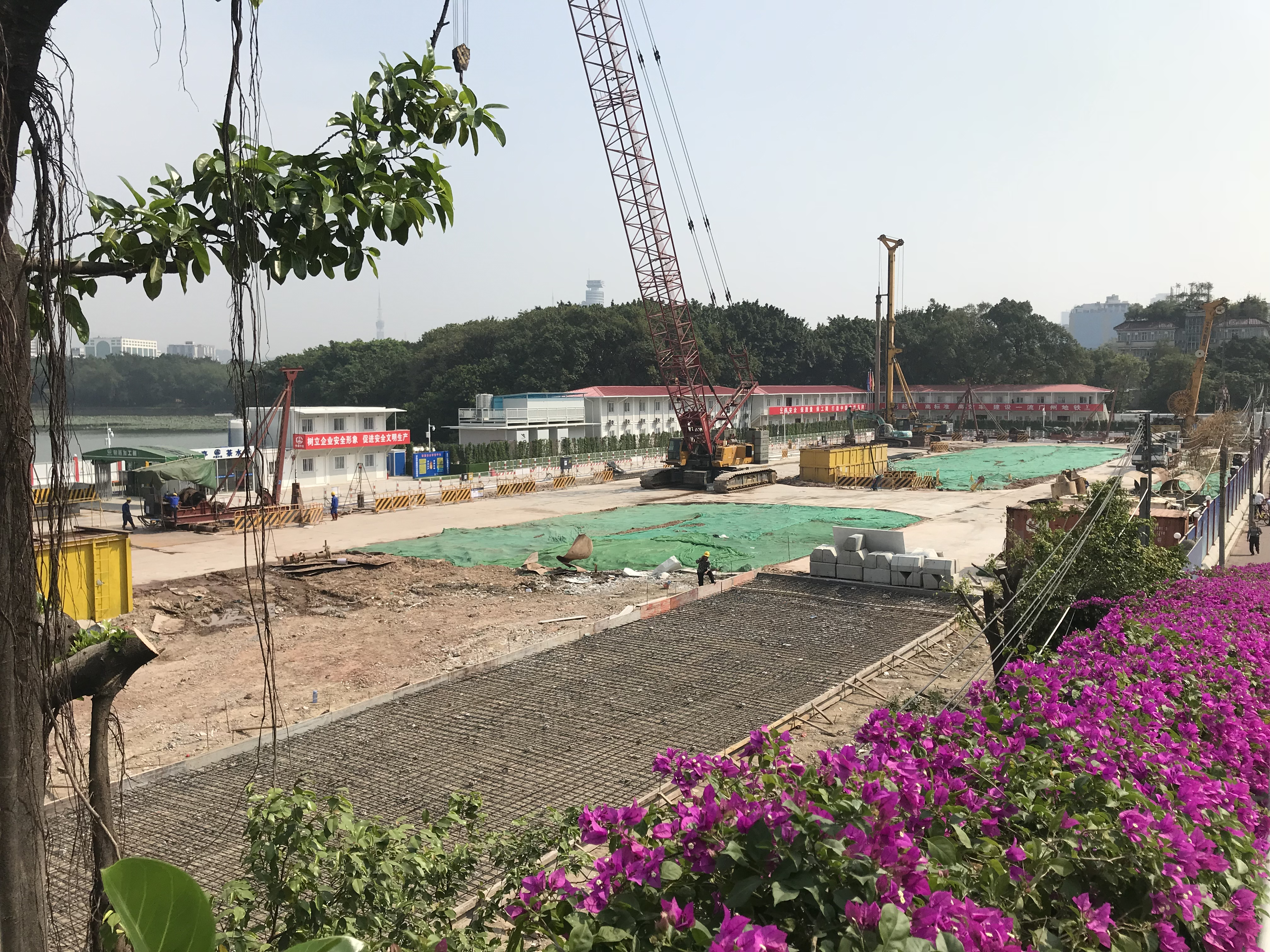
彩虹桥站工地（2017年11月）

2012年，11號線被納入廣州市軌道交通十二五規劃並獲得批覆。2015年1月，11號線環評獲得省環保廳批复。2015年7月，11號線工程可行性报告获批。2016年9月28日，鹤洞东站作为首个工点正式动工建设，但尚未全面动工。
2019年11月28日，云台花园站主体结构封顶，为11号线首座封顶车站。同年12月20日，员村至天河公园段作为21号线借用段先行通车。
2022年8月，本线在云台花园站开始铺轨。
2023年7月，彩虹桥站至中山八站成为全线首个通过单位工程验收的区间。同年9月，全线隧道贯通。2024年4月28日，全线长轨贯通。同年5月30日，赤沙车辆段（不含）经广州火车站至天河公园段完成电通。
2024年7月，首批6座车站和赤沙车辆段经广州火车站至天河公园段的轨行区完成“三权”移交工作，并于同月转入列车动车调试阶段；16座车站及赤沙车辆段至员村段轨行区亦在8月分两批完成移交。
2024年10月2日，21号线天河公园至员村段启动拆解改造施工，意味着该区段正式拆離21號線。同月月底，拆解段完成土建施工与相关设备安装，移交“三权”至运营方，全线亦完成热滑试验。同年12月2日，11号线通过单位工程质量验收。

### 运营
2024年12月28日，11号线连同沙河站6号线部分同步开通运营。因需要配合国铁车站改造，广州东站和广州火车站未完成施工，运营初期列车在两站不停站通过。

## 车站
11号线共设有31座车站，开通初期有29座车站投入服务，广州火车站和广州东站因配合国铁改造需要，初期暂缓开通。
| 車站編號 | 站名及配色                  | 站名及配色                  | 换乘路线                                                       | 所在地[1]                   | 啟用時間                    | 车站形式                    |                             |
| 11號線 | 11號線                      | 11號線                      | 11號線                                                         | 11號線                      | 11號線                      | 11號線                      |                             |
| ↑內环方向接續龙潭站成環運行 | ↑內环方向接續龙潭站成環運行 | ↑內环方向接續龙潭站成環運行 | ↑內环方向接續龙潭站成環運行                                    | ↑內环方向接續龙潭站成環運行 | ↑內环方向接續龙潭站成環運行 | ↑內环方向接續龙潭站成環運行 | ↑內环方向接續龙潭站成環運行 |
| --- | --------------------------- | --------------------------- | -------------------------------------------------------------- | --------------------------- | --------------------------- | --------------------------- | --------------------------- |
| 1101 |                             | 赤沙                        | 12号线 1221                                                    | 海珠区                      | 2024年12月28日              | 地下双岛式站台[L12]         |                             |
| 1102 |                             | 琶洲                        | 8号线 827[虚拟]、28号线 琶洲站：广州东环城际铁路、琶莲城际铁路 | 海珠区                      | 2024年12月28日              | 地下岛式站台                |                             |
| 1103 |                             | 员村                        | 5号线 516                                                      | 天河区                      | 2019年12月20日[21号线]      | 地下岛式站台                |                             |
| 1104 |                             | 天河公园                    | 21号线 2102、13号线                                            | 天河区                      | 2019年12月20日[21号线]      | 地下双岛式站台[L21]         |                             |
| 1105 |                             | 華景路                      |                                                                | 天河区                      | 2024年12月28日              | 地下岛式站台                |                             |
| 1106 |                             | 华师                        | 3号线 314（未來为 10号线）[L10]                                | 天河区                      | 2024年12月28日              | 地下分離式岛式站台          |                             |
| 1107 |                             | 龙口西                      |                                                                | 天河区                      | 2024年12月28日              | 地下岛式站台                |                             |
| 1108 |                             | 广州东站                    | 1号线 116、3号线 318、18号线 广州东站                          | 天河区                      | 有待確定[国铁]              | 地下岛式站台                |                             |
| 1109 |                             | 沙河                        | 6号线 618                                                      | 天河区                      | 2024年12月28日              | 地下岛式站台                |                             |
| 1110 |                             | 云台花园                    |                                                                | 越秀区                      | 2024年12月28日              | 地下岛式站台                |                             |
| 11 |                             | 大金钟路                    |                                                                | 白云区                      | 2024年12月28日              | 地下岛式站台                |                             |
| 1112 |                             | 中医药大学                  | 12号线 12                                                      | 白云区                      | 2024年12月28日              | 地下岛式站台                |                             |
| 1113 |                             | 梓元岗                      | 24号线                                                         | 白云区                      | 2024年12月28日              | 地下分離式岛式站台          |                             |
| 1114 | 广州火车站                  | 广州火车站                  | 2号线 216、5号线 506、14号线、22号线 广州站                    | 越秀区                      | 有待確定[国铁]              | 地下分離式岛式站台          |                             |
| 1115 |                             | 流花                        |                                                                | 越秀区                      | 2024年12月28日              | 地下岛式站台                |                             |
| 1116 |                             | 彩虹桥                      | 8号线 811、13号线、22号线                                      | 越秀区                      | 2024年12月28日              | 地下双岛式站台[L13]         |                             |
| 1117 |                             | 中山八                      | 5号线 503                                                      | 荔湾区                      | 2024年12月28日              | 地下岛式站台                |                             |
| 1118 |                             | 如意坊                      | 6号线 606                                                      | 荔湾区                      | 2024年12月28日              | 地下岛式站台                |                             |
| 1119 |                             | 石围塘                      |                                                                | 荔湾区                      | 2024年12月28日              | 地下岛式站台                |                             |
| 1120 |                             | 芳村                        | 1号线 104、22号线、28号线                                      | 荔湾区                      | 2024年12月28日              | 地下岛式站台                |                             |
| 1121 |                             | 大沖口                      |                                                                | 荔湾区                      | 2024年12月28日              | 地下岛式站台                |                             |
| 1122 |                             | 沙涌                        | 广佛线 GF20                                                    | 荔湾区                      | 2024年12月28日              | 地下岛式站台                |                             |
| 1123 |                             | 鹤洞东                      | 佛山地铁： 11号线                                              | 荔湾区                      | 2024年12月28日              | 地下岛式站台                |                             |
| 1124 |                             | 棣园                        |                                                                | 海珠区                      | 2024年12月28日              | 地下岛式站台                |                             |
| 1125 |                             | 燕岗                        | 广佛线 GF22                                                    | 海珠区                      | 2024年12月28日              | 地下岛式站台                |                             |
| 1126 |                             | 江泰路                      | 2号线 208                                                      | 海珠区                      | 2024年12月28日              | 地下岛式站台                |                             |
| 1127 |                             | 五凤                        | 10号线 1007                                                    | 海珠区                      | 2024年12月28日              | 地下岛式站台                |                             |
| 1128 |                             | 逸景路                      |                                                                | 海珠区                      | 2024年12月28日              | 地下岛式站台                |                             |
| 1129 |                             | 上涌                        |                                                                | 海珠区                      | 2024年12月28日              | 地下岛式站台                |                             |
| 1130 |                             | 大塘                        | 3号线 307                                                      | 海珠区                      | 2024年12月28日              | 地下岛式站台                |                             |
| 1131 |                             | 龙潭                        | 18号线 1806                                                    | 海珠区                      | 2024年12月28日              | 地下岛式站台                |                             |
| ↓外环方向接續赤沙站成環運行 |                             |                             |                                                                |                             |                             |                             |                             |
| 註釋 |                             |                             |                                                                |                             |                             |                             |                             |
| - 所有以斜体标识的线路和车站均未开通。 - 1 所在地以本线站台位置为准。 - L12 11號線與12號線共用，其中11號線使用内側。 - 虚拟 琶洲站因站体设计原因，未有条件建设换乘通道，目前与8号线实施虚拟换乘。 - 21号线 天河公園及員村兩站作為21號線車站先行啟用，故以21號線開通時的日期為準。 - L21 11號線與21號線共用，其中11號線使用外側。 - L10 未來規劃中，3號線支線將拆解並延長，獨立為10號線。 - L13 11號線與13號線共用，其中11號線使用外側。 - 国铁 因配合国铁改造需要，运营初期列车不停站通过广州东站和广州火车站。 |                             |                             |                                                                |                             |                             |                             |                             |
| 论 编 |                             |                             |                                                                |                             |                             |                             |                             |

### 换乘站
11号线目前有16座换乘车站，也是广州地铁目前所有已开通线路中换乘站最多的线路。其中与8号线换乘的琶洲站采用虚拟换乘方式。
已投入使用
- 赤沙站：换乘12号线。11號線與12號線大致平行，为雙島四線站台平行換乘。
- 琶洲站：换乘8号线。因8號線（当时琶洲站为2号线）建设时未作出预留，且11號線車站位於會展東路，11号线在建设过程中采取了统一设计、分步实施的方式，目前采取地面风雨连廊接驳的过渡方式实现11號线与8号线出閘换乘[34]，乘客在出闸后30分钟内换乘即可当作同站换乘，不影响车费计算及里程累计。
- 員村站：换乘5号线。因5號線建设时未作出预留，需经过站廳换乘。本站11號線站体部份曾為21號線借用，直到2024年10月2日启动拆解改造施工為止，11号线开通后该部分重新启用。
- 天河公園站：换乘21號綫。本站作为11、21和13号线换乘車站进行統一設計，分期兴建。其中11號線與21號線大致平行，为雙島四線站台平行換乘。
- 華師站：换乘3号线（未來10号线）。因3號線建设时未作出预留，需经两线站廳之间换乘。
- 沙河站：换乘6号线。兩線在該站大致平行，6號線在上，11號線在下。由於房屋拆遷問題，6號線建設時僅興建暗挖月台，該站站廳和設備層其後列入本線建設工程，通過地下一層站廳換乘。
- 彩虹橋站：换乘8號线。8、11和13號線三線車站統一設計，分期興建。8號線前往11號線為站台節點換乘，反向需绕经站厅换乘。
- 中山八站：换乘5号线。兩線大致平行，但因5號線建设时未作出预留，需经两线站廳之间换乘。
- 如意坊站：换乘6号线。设计上已作出预留，分期建造，为T字型节点式换乘，節點位置位於6號線車站西端。由於客流安排的關係，由6号线站台可通过节点换乘扶梯直达11号线站台，而11号线前往6号线则需通过站厅换乘。
- 芳村站：换乘1号线。虽然1號線建設時未預留11號線的車站位置，但11號線建設時將其站廳部分與1號線的站廳融為一體，实现站廳換乘。
- 沙涌站：换乘广佛地鐵。廣佛地鐵建設時已在緩衝平台預留換乘通道口，经节点换乘层进行换乘。
- 燕岗站：换乘广佛地鐵。因廣佛地鐵建设时未作出预留，需經站廳通道换乘。
- 江泰路站：换乘2号线。因2號線建设时未作出预留，需经两线站廳之间换乘。
- 五鳳站：换乘10号线。兩線車站統一设计，采用L型节点式换乘。
- 大塘站：换乘3号线。因3號線建设时未作出预留，需经两线站廳之间换乘。
- 龙潭站：换乘18号线。18號線建設時已同步預留T型节点式换乘。

未来换乘站
- 華景路站：换乘19号线。11號線建設時未作出預留，換乘方式未知。
- 广州东站：换乘1号线、3号线及18号线。因1號線和3號線建设时没有作出任何预留，且11號線車站位於廣園快速路南側，预计为長通道换乘，18號線則預留站台節點換乘和站廳換乘。
- 中医药大学站：换乘12号线。兩線大致平行，預留疊式島式換乘，12號線在上，11號線在下。
- 梓元崗站：换乘24号线。11號線預留情況未知。
- 广州火车站：换乘2号线、广州5号线、14号线、22号线及佛山地鐵5號線。因2號線和广州5號線建设时均未作出预留，預計需经过站厅换乘；11號線建設時已同步預留通往14號線的換乘扶梯，預計兩線爲月台節點轉乘；22號線和佛山5號線為後來新增的部分且配合國鐵部分改造，轉乘方式尚未明朗。
- 石圍塘站：换乘佛山地铁8号线（原6号线）和廣佛江珠城際鐵路。兩線為遠期線路，預留情況未知。
- 鹤洞东站：换乘佛山地铁11号线。广州11號線将预留换乘节点。
- 上涌站：换乘26号线。11號線建設時未作出預留，換乘方式未知。

未来扩建换乘站
- 赤沙站：换乘23号线。23號線為遠期線路，未能作出預留，轉乘方式則未知。
- 琶洲站：换乘28號線（佛穗莞城际）。28号线车站实施並落成后，11号线与28号线，以及未来与8号线之间可实行站內换乘。
- 天河公園站：换乘13號线。本站作为11、21和13号线换乘車站进行統一設計，分期兴建。11、21號線與13號線為站台節點換乘。
- 沙河站：换乘26号线。车站设计上已预留换乘26号线条件。
- 彩虹橋站：换乘13號綫和22号线。8、11和13號線三線車站統一設計，分期興建。11號線與13號线為双岛式站台平行換乘；而22号线為後來新增的部分，8、11、13號綫建設時未作出預留，預計与其它三线为站厅长通道换乘。
- 芳村站：换乘22号线和28号线。22號線車站位於西側，11号线站台已预留换乘节点；车站各线亦可通过站厅换乘。

### 设计

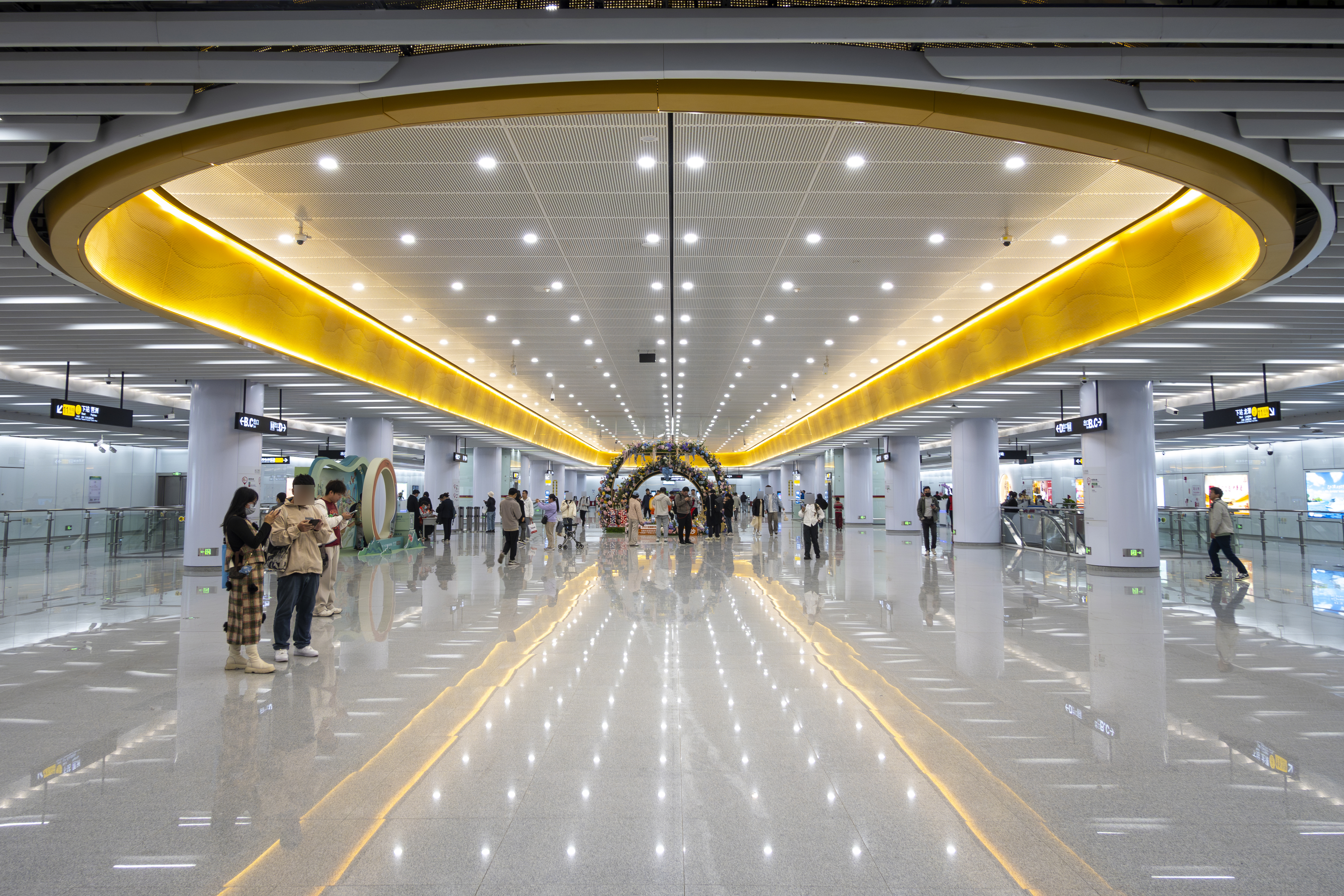
赤沙站厅顶部的金黄色圆环装饰

11号线将打造为全国首个“非遗示范线”。除由21号线代建的天河公园、员村站外，其余29個车站的设计均融入了本地文化元素。根据规划，其中24座标准站将在站内设置基于线路数字“11”和车站所在地文化特色元素的“主形象图腾橱窗”和具导向指引功能的“出入口标识橱窗”；而代表各区的枢纽站——广州火车站、中医药大学、广州东站、琶洲和芳村五站，则作为重点车站，增设橱窗、LED展示墙等，展示广彩、广雕、粤剧、醒狮、广绣、传统医药等国家级或世界级非物质文化遗产项目。此外，除員村、天河公園和彩虹橋外，车站设计以白色为主色，加上线路主题色“金穗色”作装饰；部分车站的站厅和站台天花设有大型金黄色圆环装饰，展现“环线”的特征。
结合11号线部分车站埋深较深和换乘站点多的特点，11号线在开通运营时将设有541台扶手电梯和89台升降机，总共630台电梯设备投入运营，部分车站电梯设备数量逾40台，为乘客提供极大便利。

## 行车安排

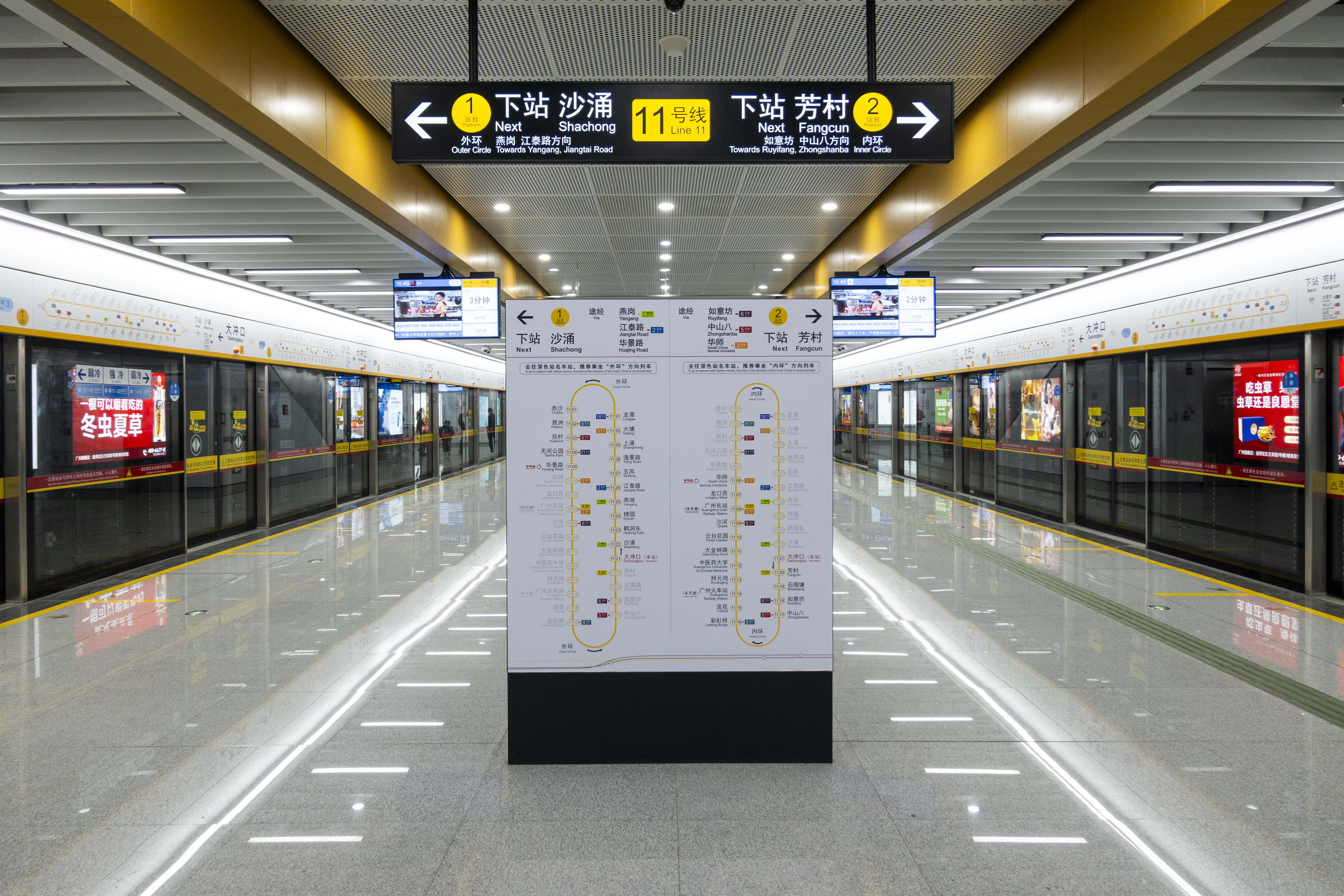
大沖口站的导向指引。11号线为广州地铁首条环线，运营方引入了“内/外环”、“半环站”等概念，方便乘客寻找最近的乘车方向。

11号线采取单一行车交路，正常情况下不间断环状运行，并停靠沿线各站；末班车以及客流低峰期的部分列车，会在赤沙站（内环方向）或龙潭站（外环方向）清客，随后返回赤沙车辆段。工作日高峰期上线28列车，行车间隔约5分22秒；工作日平峰期上线20列车，行车间隔约7分30秒；周末高峰期上线24列车，行车间隔约6分15秒。
根据广州地铁预测，11号线开通后初期日均客流量70.9万人次，当中进站量26.7万人次。

## 乘客量
呈环状的11号线围绕广州中心城区运行，串连起多个居民区、批发市场以及广交会展馆，还有云台花园和海珠湿地等景点。同时本线作为环状线路，与线网中现有多条市区线路都能实现两次甚至三次换乘。
不过受限于11号线未能途经珠江新城等重点商业区，沿線通勤乘客大部分均需通過換乘其它市區線路來往工作地點，使得11號線客流目前以短途乘客為主，同時帶動其它線路的換乘客流。逢节假日则有较多游客乘搭本线来往沿线景点。11号线开通时即直接採用8節編組A型列車，但目前开通时间尚短，11號線车厢内环境较为宽松。
虽然线路经过广州站和广州东站两大火车站，但目前11号线均未开通这两个车站，因此对11号线乃至线网的通达性造成影响。11号线开通后，日均客流达55万人次。

## 列车

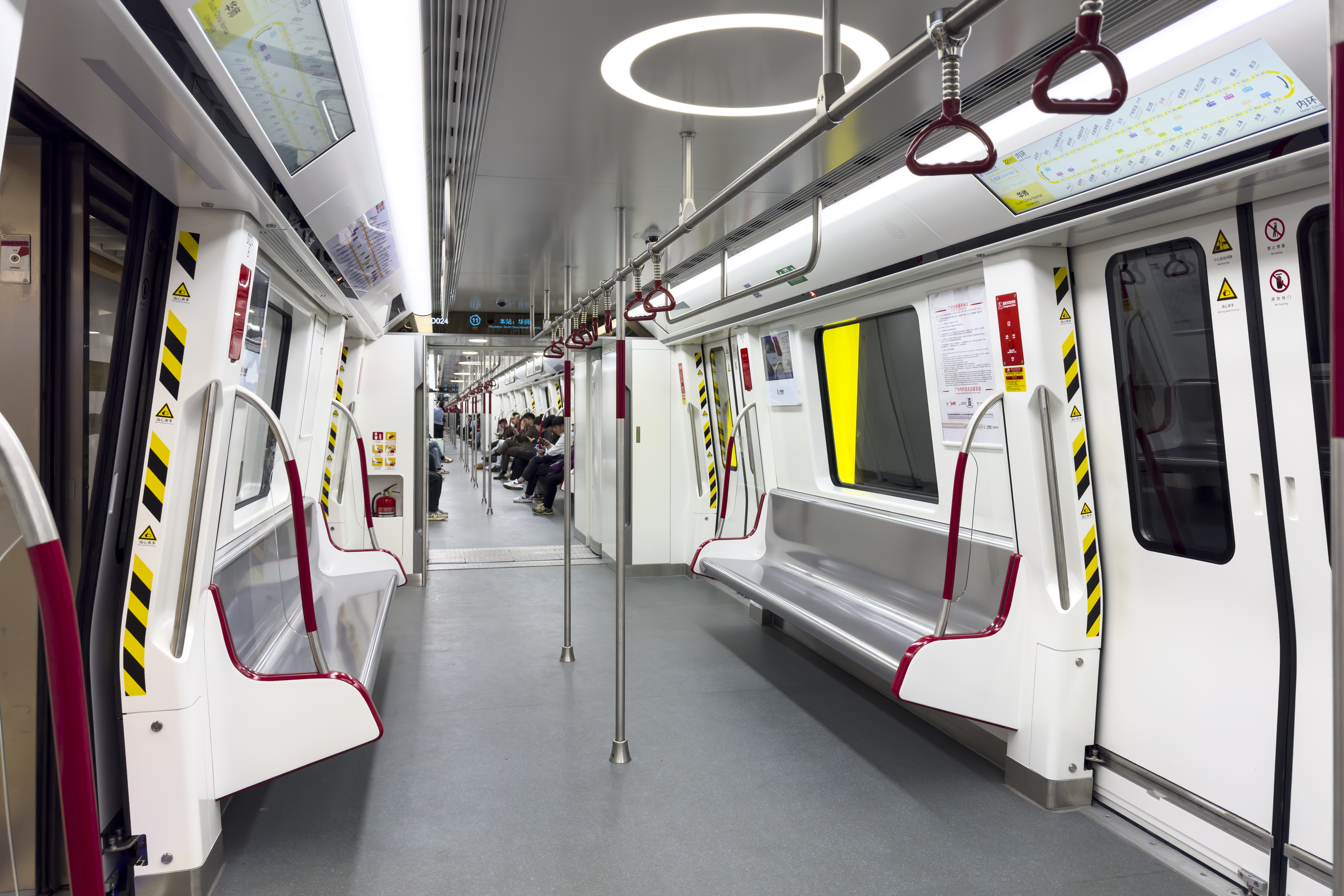
十一号线列车内部

广州地铁11号线采用8节编组A型列车，採用中國標準地鐵列車規格並以自動化最高級別（GoA4）级全自動無人駕駛，长度185.6米，最高運行速度80km/h，初期配置列車數為440輛/55列。
11號線相關列車合約由中車株洲電力機車公司中標。首列车（11x005-006）已于2023年12月底运抵赤沙车辆段。

## 事故与事件
- 2019年12月1日9時28分，11号线沙河站工地旁的廣州大道北與禺東西路交界處发生地面塌陷，一辆清污车和一辆电动自行车陷入坑內，两车辆上共3人不幸罹难[47]。广州地铁官方表示坍塌不是因为盾构机施工导致的塌陷[48]。
- 赤沙至琶洲区间右线盾构掘进至新滘东路赤沙路口一带时，因施工单位对盾构姿态超限的脱困处置不当，盾构机出现上抬，导致隧道线路纵断面与原设计出现较大偏差，无法满足行车限界要求，需要进行改造处理[49]。